# 베를린 유대인 박물관

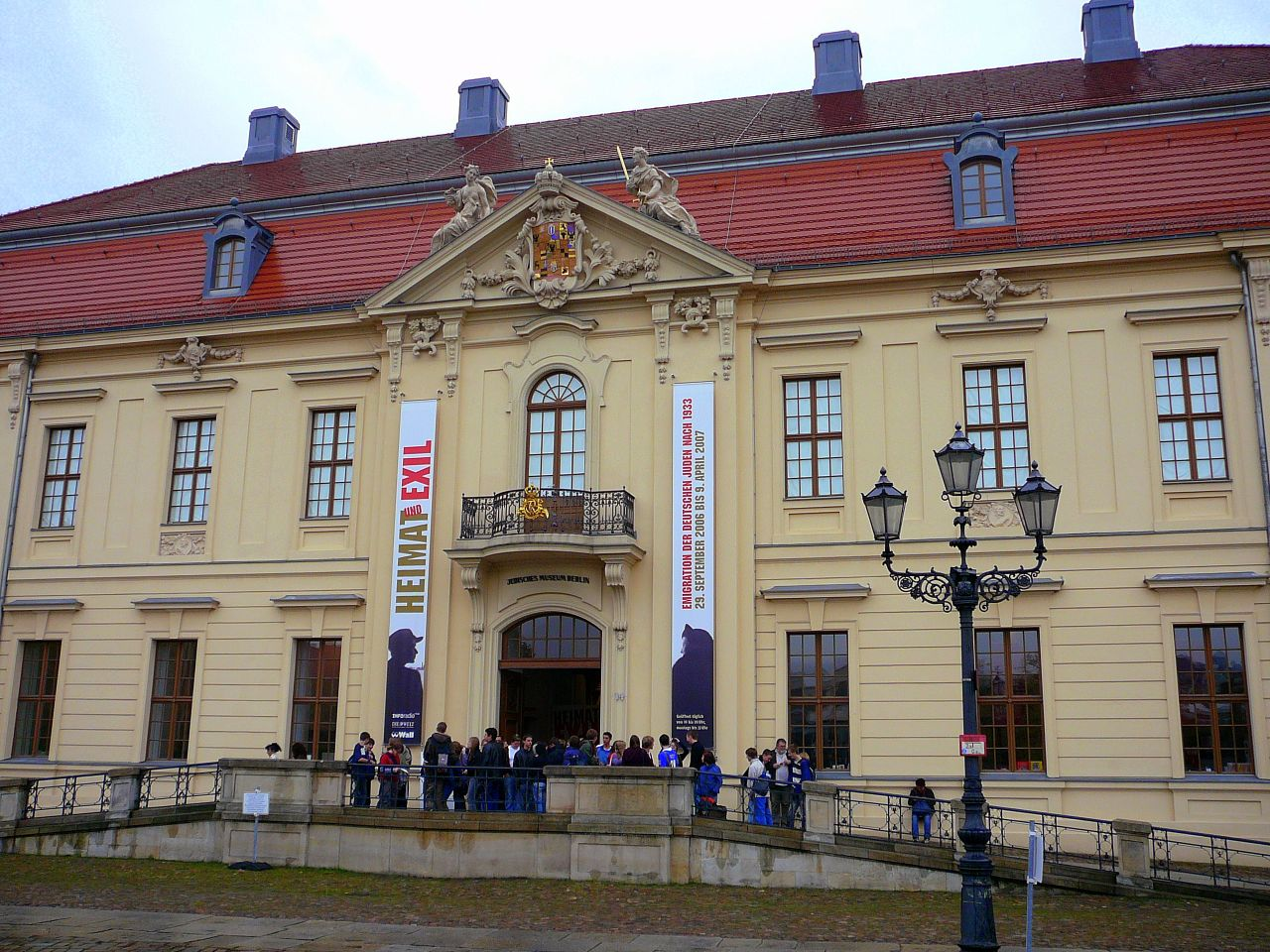
베를린 유대인 박물관

베를린 유대인 박물관(독일어: Jüdisches Museum Berlin)은 독일 베를린에 위치한 유대인 박물관이다.